# Ácido quinurénico
El ácido quinurénico (Siglas en inglés KYNA) es un metabolito del triptófano y puede ser considerado un alcaloide de origen animal, ya que contiene un anillo heterocíclico (quinolina), biosintéticamente procede de un aminoácido proteínico y tiene una fuerte actividad biológica sobre el sistema nervioso.

## Historia
El ácido quinurénico fue descubierto en 1853 por el químico alemán Justus von Liebig en la orina canina, por lo cual tomó su nombre del griego κυνό (kyno, genitivo de perro) y οὖρον (uron, orina)

## Actividad biológica y mecanismo de acción
Actúa como antiexcitotóxico, anticonvulsivo y antagonista en los receptores de aminoácidos. Debido a su actividad, este compuesto puede influir significativamente sobre procesos neurofisiológicos y neuropatológicos. Como resultado, el ácido quinurénico ha sido considerado para su uso en la terapia de desórdenes neurobiológicos.
Se ha propuesto que el KYNA actúa en cuatro sitios blanco:
- Como antagonista del AMPA ionotrópico, NMDAR y los receptores Kainato-glutamato en un rango de concentraciones de 0.1-2.5 mM[3]
- Como antagonista no competitivo del sitio de glicina del receptor NMDA.
- Como antagonista del receptor α7-nicotínico.[4] Sin embargo, en 2011 el registro de las corrientes del receptor α7-nicotínico en interneuronas hipocampales de adulto realizado por el laboratorio Cooper[5] validaron un estudio del 2009[6] que no tuvo éxito en encontrar un efecto bloqueador del ácido quinurénico a diversas concentraciones lo que sugirió que en preparaciones intactas no cultivadas de animales adultos no hay actividad del ácido quinurénico sobre los receptores de acetilcolina α7-nicotínicos.[5][6]
- Como ligando del receptor acoplado a proteínas G GPR35.[7] Otro metabolito del triptófano, el ácido 5-hidroxiindolacético también actúa en estos receptores.[8]

Altos niveles de ácido quinurénico han sido identificados en pacientes con encefalitis transmitida por garrapatas, esquizofrenia, y pacientes enfermos de SIDA. En todas estas situaciones, los niveles altos de ácido quinurénico se han asociado con confusión y síntomas de psicosis. El ácido quinurénico actúa en el cerebro como antagonista del sitio de la glicina NMDAR, elemento clave en el sistema de neurotransmisión glutamatérgica, sobre la cual se piensa que se encuentyra implicada en la patofisiología y patogénesis de la esquizofrenia. Erhardt y colaboradores elaboraron una hipótesis de la esquizofrenia en 2007, basada en la acción del ácido quinurénico en la actividad de la dopamina en el cerebro medio y en los NMDAR. De esta manera se trata de relacionar la hipótesis de la dopamina de la esquizofrenia con la hipótesis del glutamato de la esquizofrenia.
Niveles altos de ácido quinurénico han sido identificados en orina humana en ciertos desórdenes metabólicos, tales como la deficiencia de vitamina B6 y la deficiencia de la quinureninasa.
Existen estudios donde se provoca la disminución de ácido quinurénico en cerebro de ratón y se ha observado mejoría significativa en la cognición.

## Biosíntesis
El ácido quinurénico se forma a partir de un catabolito del triptófano, la quinurenina. Cuando este aminoácido se transamina por la acción de la quinurenina—oxoglutarato transaminasa (EC 2.6.1.7), el grupo ceto forma una imina con el nitrógeno residual del anillo de indol del triptófano precursor. Cuando la cetona tautomeriza a enol, se finaliza así la formación del anillo de quinolina.